# Muồng lá khế
Muồng lá khế hay còn gọi cốt khí muồng, vọng giang nam, muồng tây (danh pháp khoa học: Senna occidentalis) là một loài thực vật có hoa trong họ Đậu. Loài này được (L.) Link miêu tả khoa học đầu tiên.

## Hình ảnh

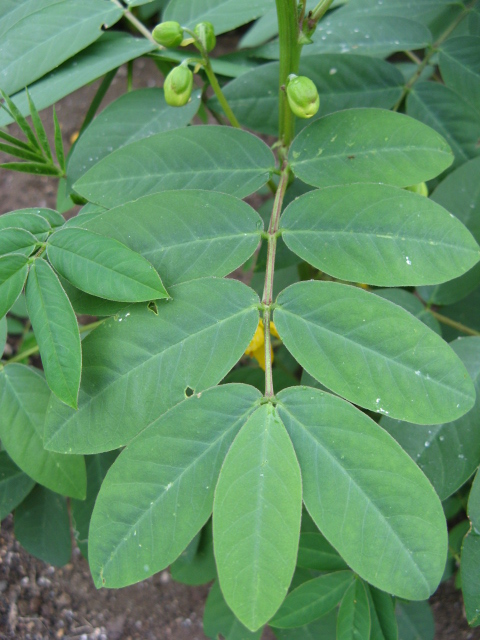
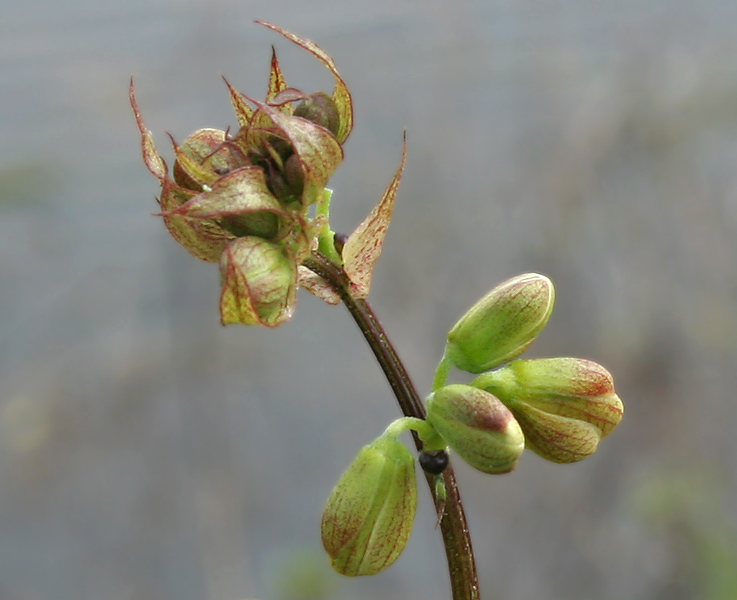
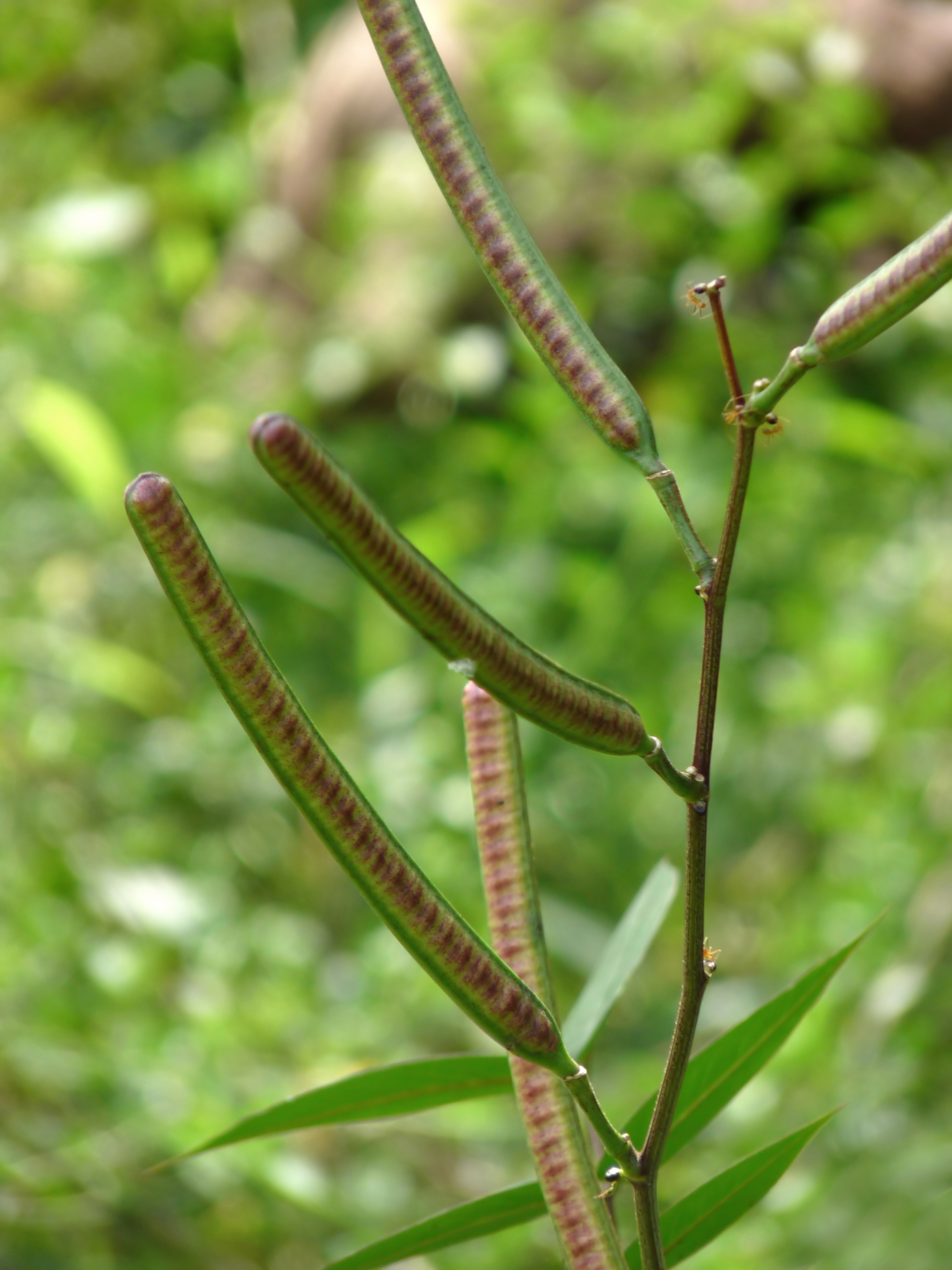
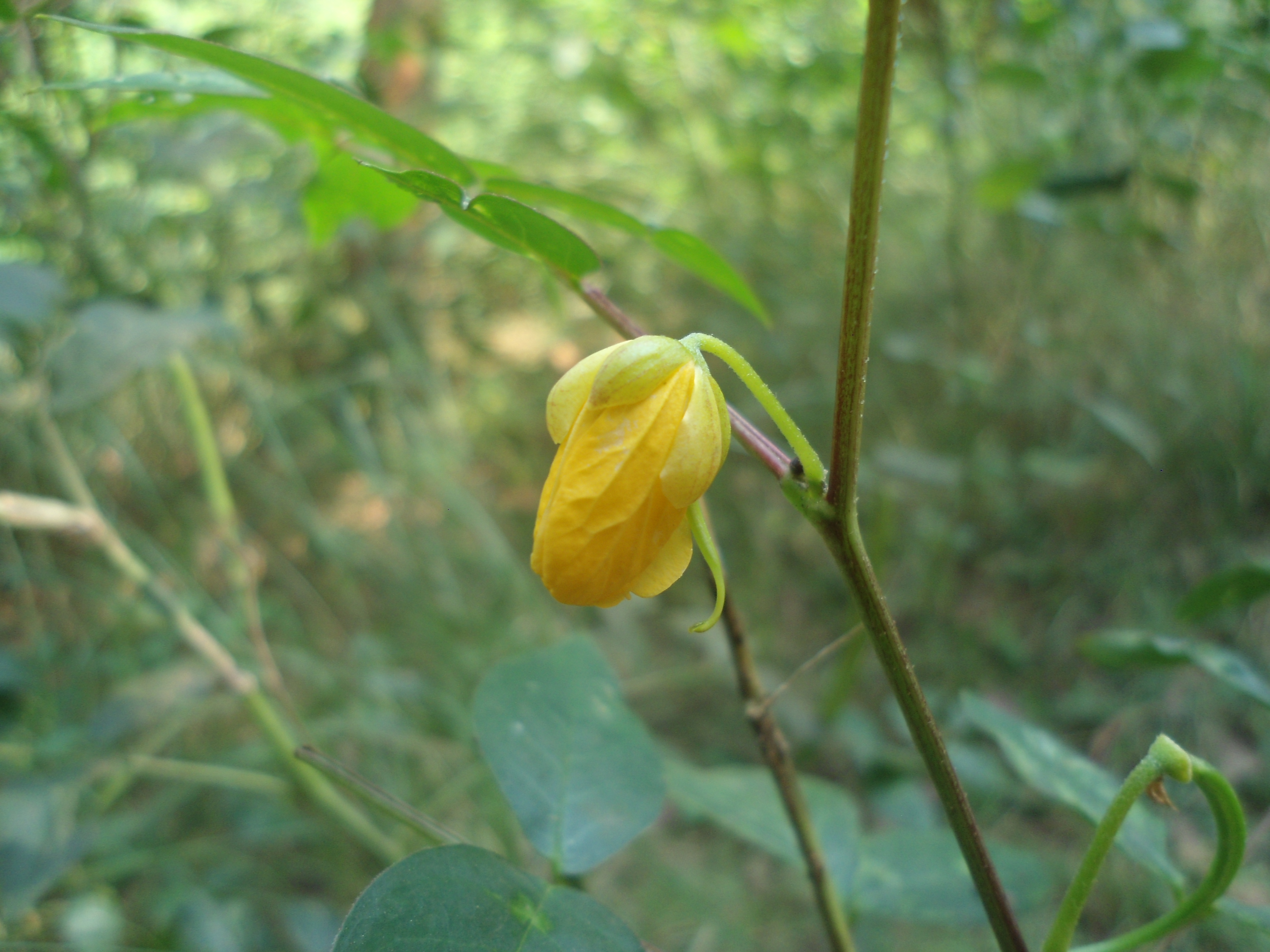